# Shinty

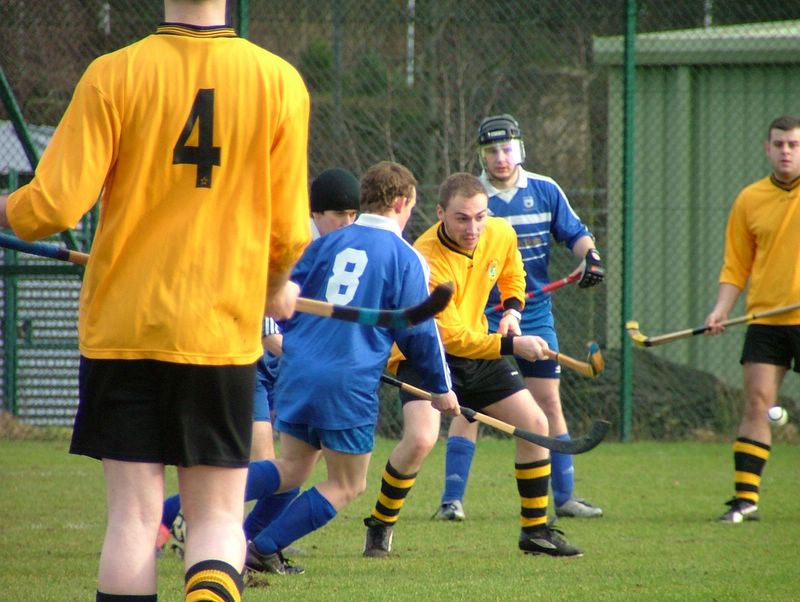

El shinty (en gaélico: camanachd o iomain) es un juego originario de las Tierras Altas de Escocia y se practica con un palo curvo y una bola de cuero. Es similar al hurling irlandés.

## Reglas
El objetivo del juego es insertar la pelota en una portería o hail erigida en los extremos de un campo de 125 a 155 metros. Tradicionalmente, el campo tiene que ser de hierba, aunque desde 2009 también se acepta la hierba artificial.
La pelota en una esfera sólida y dura ligeramente más pequeña que una pelota de tenis, que consiste en un núcleo de corcho recubierto de dos tiras de piel cosidas con la costura vista. En este detalle se asemeja a un sliotar escocés o a una pelota de béisbol estadounidense. Habitualmente es de color blanco, aunque también las hay de colores vivos o negras, como las que usa el Kyles Aesthetic.
La pelota se juega con el camán o stick, un palo curvo de unos 105 cm de longitud. Al contrario del hurley irlandés, no tiene pala. El camán se suele hacer de madera, tradicionalmente de fresno y actualmente de nogal, y no puede tener ningún refuerzo metálico. El nombre proviene de su forma, puesto que en escocés cam significa ‘curvo’ o ‘torcido’.
Un partido se divide en dos mitades de 45 minutos. El equipo consta de 12 jugadores, incluido un portero. El portero es el único jugador que puede tocar la pelota con las manos. Hay variaciones con menos jugadores, campos más pequeños y menor duración del partido.
Los jugadores pueden tocar la pelota en el aire con ambos lados del camán. También se puede utilizar para bloquear y robar la pelota, aunque no se puede cargar contra el camán de otro jugador (hacking). Un jugador puede cargar contra otro en carrera, siempre que la carga sea de hombro contra hombro como en fútbol.
Un jugador puede detener la pelota con el camán y el pecho, con un pie en el suelo o los dos pies juntos. El portero, que es el único que puede tocar la pelota con las manos, puede hacerlo solo con las palmas abiertas y no puede retener la pelota. Tocar la pelota con la cabeza se considera juego peligroso y es falta. También se penaliza el intentar jugar la pelota desde el suelo y balancear el camán.
Las faltas se convierten en tiros libres indirectos cuando se realizan fuera del área de penalti, conocida como «la D». Cuando son dentro de esta área, es un tiro libre directo (penalti) desde 18 metros.

## Competición internacional
En reconocimiento de las raíces comunes con el hurling, cada año se organiza un encuentro entre la selección escocesa y la irlandesa, según unas reglas acordadas. Este encuentro tiene lugar alternativamente en Escocia e Irlanda.